# Iulopis mirabilis
Iulopis mirabilis is een vlokreeftensoort uit de familie van de Iulopididae. De wetenschappelijke naam van de soort is voor het eerst geldig gepubliceerd in 1887 door Carl Erik Alexander Bovallius.